# وهج مستنقعي
الوَهْج المُسْتَنْقعيّ أو النار الحمقاء هو ضوء طيفي مائل للزرقة، يُشاهد أحيانًا فوق المستنقعات والمقابر. ويعتقد العلماء بأنه ينجم عن الاحتراق الطبيعي للميثان (غاز المستنقعات) الذي ينتج بدوره عن النباتات المتحللة. ويسمى كذلك وهج المستنقعات و المصباح اليقطيني و نار الثعلب.

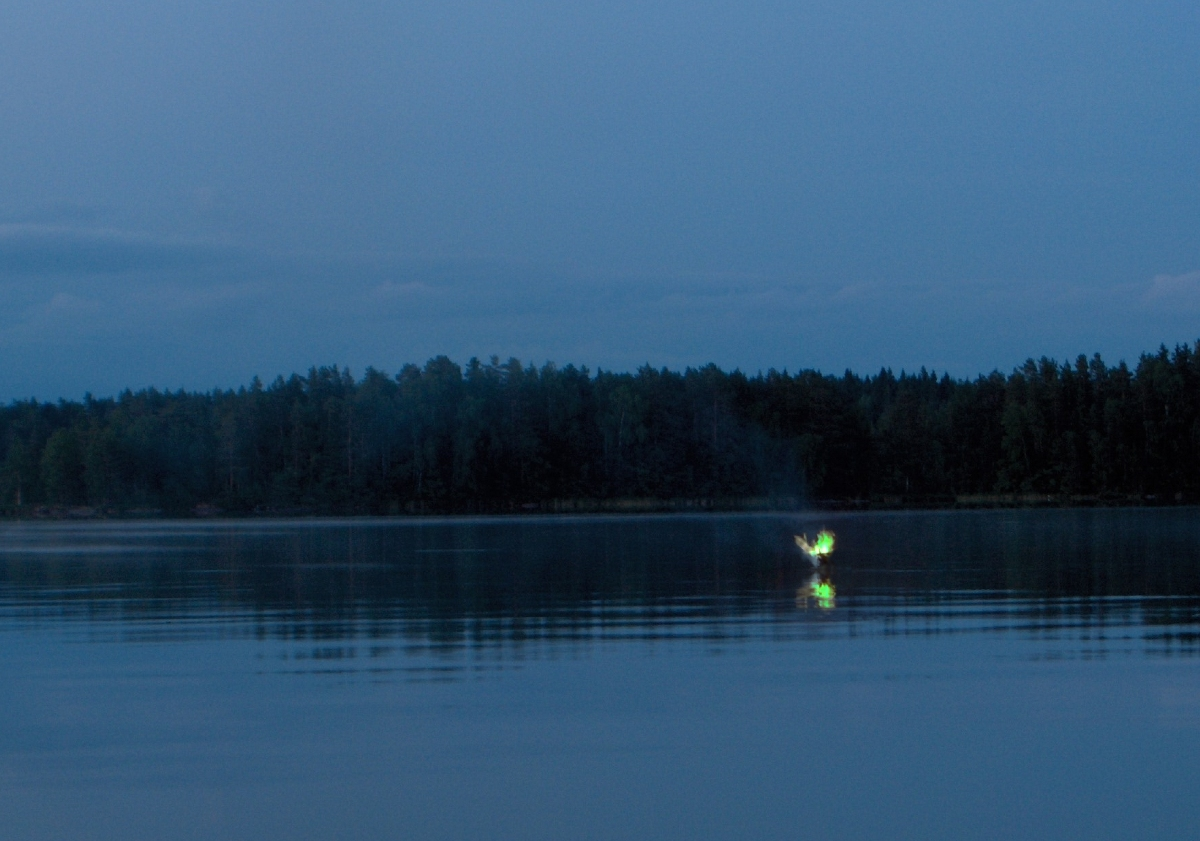
صورة تظهر الوهج المستنقعي فوق بحيرة

في الغالب ما يبدو الوهج المستنقعي وكأنه يبتعد أو يتلاشى عند الاقتراب منه. وكان يعتقد في القديم بأنه روح تستمتع بتضليل المسافرين، فالناس الذين كانوا يتبعون مثل ذلك الضوء، كانوا يجدون أنفسهم تائهين في مستنقع بلا أمل في النجاة. وكان البطل في كثير من الأساطير الإنجليزية، يقلب إزاره لإنهاء قوة الوهج المستنقعي سحريًا. وتتحدث معتقدات متوارثة أخرى عن الوهج المستنقعي كروح أحد الأموات.
تُعرف هذه الظاهرة في الفلكلور الشعبي الإنجليزي والكثير من الفولكلور الأوروبي بمجموعة متنوعة من الأسماء، بما في ذلك المصباح اليَقْطينيّ، وفانوس الراهب، وفانوس الهينكي بانك، وفانوس هوبي ويقال إنها تضلل المسافرين لإنها تشبه مصباح أو فانوس وامض.[بحاجة لمصدر] في الأدب، يشير مصطلح الوهج المستنقعي مجازًا إلى أمل أو هدف يقود المرء إليه ولكن من المستحيل بلوغه أو يشير إلى شيء شرير وغريب.
يظهر الوهج المستنقعي في الكثير من الحكايات الشعبية والأساطير التقليدية للعديد من البلدان والثقافات؛ منها الوهج المسنقعي في سانت لويس لايت في ساسكاتشوان، وسبوكلايت (الضوء الناطق) في جنوب غرب ميسوري، وأضواء مارفا في تكساس، وكرات ناجا النارية على نهر ميكونج في تايلاند، وضوء بولدينج في شبه جزيرة ميشيغان وضوء هيسدالين في النرويج.
في الأساطير، والفولكلور والخرافات، يُنسب الوهج المستنقعي عادةً إلى الأشباح أو الجنيات أو الأرواح. أما العلم الحديث فيفسرها على أنها ظواهر طبيعية مثل التلألؤ الحيوي أو التلألؤ الكيميائي، الناجمة عن أكسدة الفوسفين (PH3)، ثنائي الفوسفان (P2H4) والميثان (CH4) الناتج عن التحلل العضوي.

## أصل الكلمة
مصطلح "will-o'-the-wisp" يأتي من "wisp"، وهي تعني حزمة من العصي أو الورق تستخدم أحيانًا كمصباح يضاف إليها اسم «ويل»، وبالتالي يعني «شعلة ويل». أما المصطلح Jack-o'-lantern أو مصباح جاك (المصباح اليَقْطينيّ) يشير في الأصل إلى الوهج المستنقعي. في الولايات المتحدة، غالبًا ما يطلق عليها «أضواء الشبح» أو «أضواء الأشباح» أو «الأجرام السماوية» من قبل علماء الفولكلور والمتحمسين للخوارق.
يتكون الاسم اللاتيني إغنيس فاتوس من إغنيس بمعنى «نار» وفاتوس وهي صفة تعني «أحمق» أو «سخيف» أو «بسيط»؛ وبالتالي يمكن ترجمتها حرفيًا إلى «نار حمقاء» أو بشكل أكثر اصطلاحًا على أنها «لهب أهوج». على الرغم من أصوله اللاتينية، فإن مصطلح إغنيس فاتوس لم يتم إثباته في العصور القديمة، وما أطلق عليه الرومان القدماء اسم وهج مستنقعي قد يكون غير معروف. المصطلح لم يذكر أيضا في العصور الوسطى. بدلاً من ذلك، تم توثيق الكلمة اللاتينية إغنيس فاتوس تقريبا في القرن السادس عشر في ألمانيا، حيث صاغها عالم إنساني ألماني، ويبدو أنها ترجمة حرة للتسمية الألمانية القديمة إيرليخت Irrlicht («الضوء المتجول») الذي تم وصفه في الفولكلور الألماني كروح الطبيعة الخبيثة؛ تم إضافة الترجمة اللاتينية لإضفاء المصداقية الفكرية للاسم الألماني. إلى جانب كلمة Irrlicht ، تم أيضًا إضافة كلمة will-o'-the-wisp باللغة الألمانية Irrwisch (حيث يترجم Wisch إلى "wisp")، كما هو موجود في كتابات مارتن لوثر في القرن السادس عشر على سبيل المثال.

## فولكلور

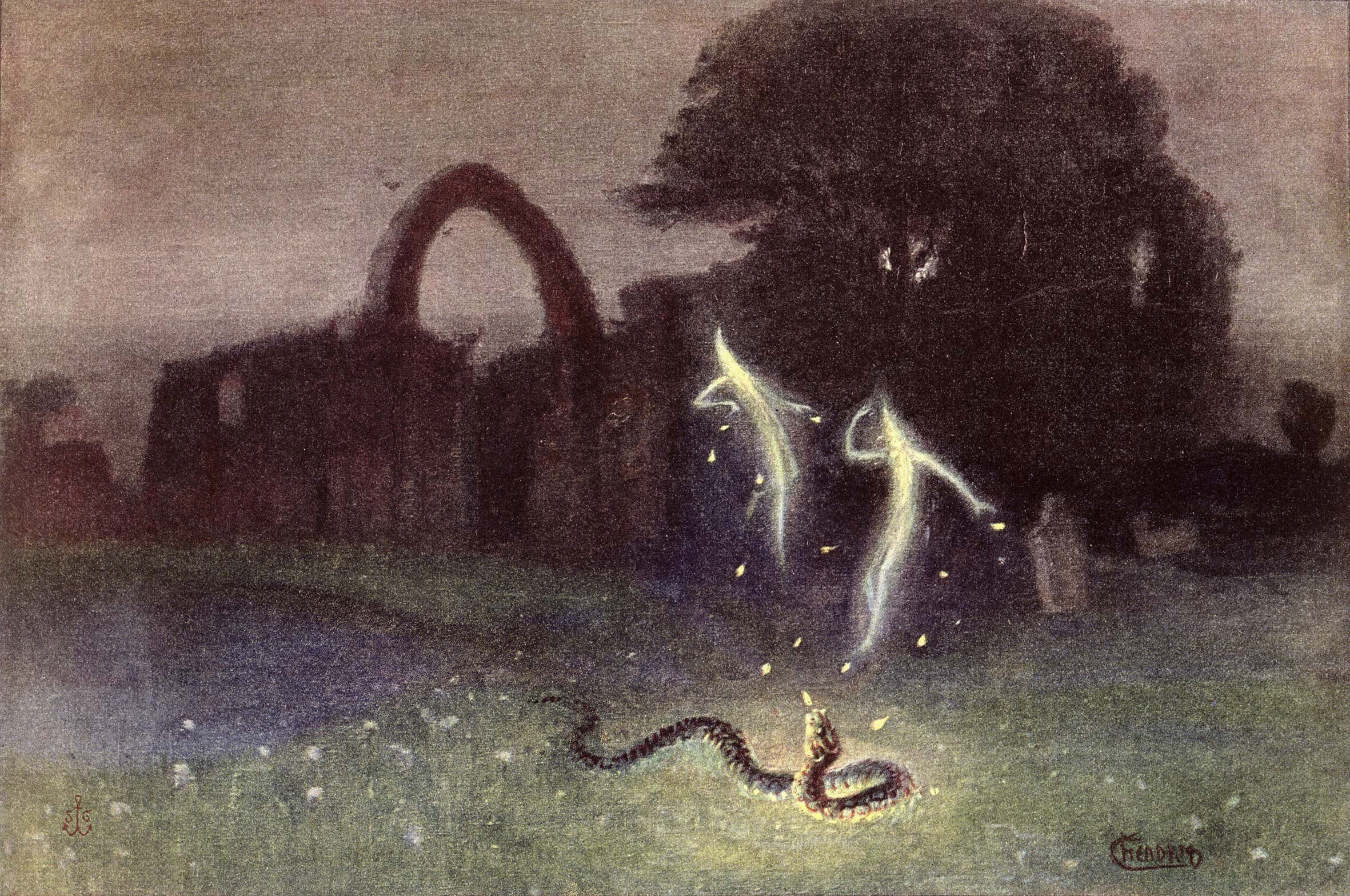
الوهج المستنقعي والأفاعي للمؤلف هيرمان هندريش (1854-1931)

يَنسِبُ المعتقد الشعبي هذه الظاهرة إلى الجنيات أو الأرواح، صراحةً في مصطلح «فوانيس الهوبي» المذكورة في دينهام تراكتس في القرن التاسع عشر. في كتابها معجم الجنيات، تقدم كي.أم بريجز قائمة واسعة من الأسماء لنفس الظاهرة، على الرغم من أن المكان الذي يتم ملاحظتها فيه (مقبرة، مستنقعات، إلخ) يؤثر على التسمية بشكل كبير. عندما يتم ملاحظتها في المقابر، فإنها تُعرف باسم «شموع الأشباح»، وهي أيضًا مصطلح من دينهام تراكتس.
يستخدم مصطلح الوهج المستنقعي و المصباح اليقطيني في الحكايات الأسطورية الشعبية، المدونة في العديد من الأشكال المختلفة في أيرلندا وإسكتلندا وإنجلترا وويلز وأبالاشيا ونيوفاوندلاند. في هذه الحكايات، حُكم على الأبطال إما ويل أو جاك بمطاردة المستنقعات بضوء لبعض الأفعال السيئة. روت بريجز نسخة واحدة من شروبشاير في معجم الجنيات وتشير إلى ويل سميث. ويل هو حداد شرير منحه القديس بطرس فرصة ثانية عند أبواب السماء، لكنه يعيش حياة سيئة لدرجة أنه حُكِم عليه بالتجول في الأرض. يزوده الشيطان بقطعة فحم واحدة مشتعلة لتدفئة نفسه، ولكنه يستخدمها لجذب المسافرين الحمقى إلى المستنقعات.
يوجد في النسخة الأيرلندية من الحكاية شخصية غير مألوفة تُدعى جاك السكير أو جاك البخيل الذي، عندما يأتي الشيطان ليأخذ روحه، يخدعه جاك ليتحول إلى عملة معدنية، حتى يتمكن من دفع ثمن شرابه الأخير. عندما يتحول الشيطان، يضعه جاك في جيبه بجوار الصليب، ويمنعه من العودة إلى شكله الأصلي. وفي مقابل حريته، يمنح الشيطان جاك عشر سنوات أخرى من الحياة. عندما تنتهي المدة، يأتي الشيطان ليأخذ حقه. لكن جاك يخدعه مرة أخرى بجعله يتسلق شجرة ثم ينحت صليبًا تحتها، ويمنعه من النزول. في مقابل إزالة الصليب، يغفر الشيطان دين جاك. ومع ذلك، لن يُسمح لأي شخص سيئ مثل جاك بالدخول إلى الجنة، لذلك أُجبر جاك عند وفاته على السفر إلى الجحيم وطلب مكان هناك. يمنعه الشيطان من الدخول انتقاما، لكنه يمنحه جمرة من نيران الجحيم لتنير طريقه عبر عالم الشفق الذي تذهب إليه النفوس المفقودة إلى الأبد. يضعه جاك في يقطينة منحوتة ليكون بمثابة فانوس. نسخة أخرى من الحكاية هي «ويلي ذي ويسب»، الذي رواه هنري غلاسي في الحكايات الفولكلورية الأيرلندية. «سِيدنا» بواسطة Peadar Ua Laoghaire هي نسخة أخرى وأول رواية حديثة باللغة الأيرلندية.